# Ташкічі
Ташкічі́ (рос. Ташкичи, башк. Ташкисеү) — присілок у складі Ілішевського району Башкортостану, Росія. Входить до складу Базітамацької сільської ради.
Населення — 217 осіб (2010; 235 у 2002).
Національний склад:
- удмурти — 79 %